# Karine Silla
Pour les articles homonymes, voir Silla.
Karine Silla, née le 6 juillet 1965 à Dakar (Sénégal), est une actrice, scénariste, réalisatrice et écrivaine française.

## Biographie
Karine Silla est fille d'un diplomate des Nations-Unies d'origine sénégalaise et d'une kinésithérapeute bretonne. La famille déménage souvent au gré des affectations du père (Canada, Tchad, Gabon...). Karine se passionne pour la lecture. Elle rêve de devenir danseuse étoile quand elle est enfant et jeune adolescente, mais une blessure au genou met fin à sa pratique de la danse. Partie étudier à New York, elle débute comme mannequin, pour payer son loyer, et est très remarquée, puis obtient des opportunités dans l'actorat et poursuit dans cette voie à Paris. Elle écrit des scénarios depuis 2001, commence la réalisation en 2011 et l'écriture de romans en 2014.
Elle est l'épouse de l'acteur suisse Vincent Perez depuis décembre 1998. Elle a quatre enfants. Roxane Depardieu (née le 28 janvier 1992), qu'elle a eue de sa précédente liaison avec Gérard Depardieu, est sa fille aînée. De l'union avec Vincent Perez sont nés : Iman (née le 2 mai 1999) et les jumeaux Pablo et Tess (nés en 2003). Karine Silla a deux frères, elle est surtout notablement la sœur de la productrice Virginie Besson-Silla, dont elle est très proche, et par là la tante de l'actrice et mannequin Thalia Besson, dont le père est Luc Besson.
En décembre 2023, elle est signataire de la tribune controversée N'effacez pas Gérard Depardieu visant notamment à défendre la présomption d'innocence de Gérard Depardieu, alors accusé de viol, agression sexuelle et harcèlement sexuel.

## Filmographie

### Actrice

#### Cinéma
- 1988 : Sanguines de Christian François
- 1990 : Jean Galmot, aventurier d'Alain Maline : Adrienne Cernis
- 1997 : Amour et Confusions de Patrick Braoudé : Lili
- 1998 : Mots d'amour (La parola amore esiste) de Mimmo Calopresti
- 2000 : Épouse-moi de Harriet Marin : Isabelle
- 2002 : Peau d'ange de Vincent Pérez : Laure
- 2003 : Il est plus facile pour un chameau... de Valeria Bruni Tedeschi : Céline
- 2003 : Moi César, 10 ans ½, 1m39 de Richard Berry : la mère de Morgan
- 2009 : Je vais te manquer d'Amanda Sthers : Jeanne
- 2022 : Les Amandiers de Valeria Bruni Tedeschi : une jurée des auditions

#### Courts métrages
- 1995 : Jamais seul avec toi de Valérie Blier
- 1999 : Rien à dire de Vincent Perez
- 2022 : Gameos de Noham Edje : la mère de Paul

#### Télévision

##### Séries télévisées
- 1992-1998 : Les Cordier, juge et flic : Amélie
- 1997 : Une femme en blanc d'Aline Issermann : Lili

##### Téléfilms
- 1997 : Le Jugement de Salomon de Florence Strauss
- 1997 : Miracle à l'Eldorado de Philippe Niang : Lola
- 1998 : Bébé volé de Florence Strauss

### Réalisatrice

#### Cinéma
- 2011 : Un baiser papillon

### Scénariste

#### Cinéma
- 2002 : Peau d'ange de Vincent Perez
- 2011 : Un baiser papillon
- 2023 : Une affaire d'honneur

#### Courts métrages
- 1999 : Rien à dire

## Publications
- Monsieur est mort, Paris, Éditions Plon, 2014, 228 p.  (ISBN 978-2-259-22746-9)
- Autour du soleil, Paris, Éditions Plon, 2016, 282 p.  (ISBN 978-2-259-24352-0)
- L'Absente de Noël, L'Observatoire, 2017,  (ISBN 9791032900741)
- Aline et les hommes de guerre, L'Observatoire, 2020,  (ISBN 9791032908464)
- Vingt Ans, 2025